# Estnische Fußballmeisterschaft 1946
Die Estnische Fußballmeisterschaft wurde 1946 zum insgesamt 23. Mal als höchste estnische Fußball-Spielklasse der Herren ausgetragen. Die Saison begann am 19. Mai 1946 und endete am 6. Oktober 1946. Die Fußballmannschaft der Baltischen Flotte konnte die Meisterschaft gewinnen. 

## Modus
In der Saison 1946 traten 6 Vereine in insgesamt 30 Spielen gegeneinander an.  Jedes Team spielte jeweils einmal zu Hause und auswärts gegen jedes andere Team. Es galt die 2-Punkte-Regel. Bei Punktgleichheit zählte der direkte Vergleich.

## Abschlusstabelle
| Pl. | Verein              | Sp. | S | U | N | Tore    | Quote | Punkte |
| --- | ------------------- | --- | - | - | - | ------- | ----- | ------ |
| 1.  | BLTSK               | 10  | 8 | 1 | 1 | 031:100 | 3,10  | 17:30  |
| 2.  | TÜM Tallinn 1       | 10  | 6 | 2 | 2 | 018:100 | 1,80  | 14:60  |
| 3.  | JK Tallinna Kalev 1 | 10  | 5 | 1 | 4 | 017:100 | 1,70  | 11:90  |
| 4.  | Dünamo Rakvere      | 10  | 4 | 3 | 3 | 013:110 | 1,18  | 11:90  |
| 5.  | Dünamo Tallinn (M)  | 10  | 2 | 1 | 7 | 009:220 | 0,41  | 05:15  |
| 6.  | Spartak Tallinn 1   | 10  | 1 | 0 | 9 | 008:330 | 0,24  | 02:18  |

Platzierungskriterien: 1. Punkte – 2. Torquotient – 3. Direkter Vergleich (Punkte, Tordifferenz, geschossene Tore)
| (M) | Amtierender Meister |

## Die Meistermannschaft von BLTSK
(Berücksichtigt wurden alle Spieler der Mannschaft)
| 1. | BLTSK |
|    | - Spieler: Igor Baranin, Juri Dmitrijev, Aleksandr Gorjatšov, Vladimir Jegorov, Vladimir Kostenko, Anatoli Kudrjavtsev, Juri Pevtsov, Juri Privalov, Leonid Rjabov, Mihhail Robin, Jevgeni Romantšuk, Boriss Rossin, Oleg Sokolov, Dmitri Tuller, Genrihh Tšernomov, Nikolai Šmalko - Trainer: Boriss Aleksandrov |